# Mercurialis ambigua
Mercurialis ambigua é uma espécie de planta com flor pertencente à família Euphorbiaceae. 
A autoridade científica da espécie é L.f., tendo sido publicada em Decas plantarum rariorum horti upsaliensis 1: 15. 1792.
Os seus nomes comuns são barradoiro, erva-mercúrio, mercurial, urtiga-bastarda, urtiga-morta ou urtiga-morta-bastarda.

## Portugal
Trata-se de uma espécie presente no território português, nomeadamente em Portugal Continental e no Arquipélago da Madeira.
Em termos de naturalidade é nativa das duas regiões atrás indicadas.

## Protecção
Não se encontra protegida por legislação portuguesa ou da Comunidade Europeia.